# Karel Enders
Karel Enders (magyar nyelven Enders Károly, Laibach, 1660. január 12. – Laibach, 1727. november 8.) szlovén származású bölcseleti és teológiai doktor, jezsuita rendi áldozópap és tanár.

## Élete
16 éves korában lépett a rendbe, a Nagyszombati Egyetemen és Grazban több évig tanította a bölcseletet és teológiát. Utóbbi helyen sokáig kancellár volt, később Laibachban rektor lett.

## Munkái
- Philosophus civilis a Majoribus suis institutus, Sive Veterum Philosophorum Politicae vitae axiomata Glossis et Corrollariis exposita. Nagyszombat, 1696
- Triumphus Innocentiae… uo., 1697 (névtelenül, Stoeger Székely Istvánnak tulajdonítja)
- Idea Theologi in sacris Litteris adumbrata, in S. Canonibus delineata, SS. Patris dictis illuminata. Graecii, 1705